# Eleições gerais na Suécia em 2022
As Eleições gerais na Suécia foram realizadas a 11 de setembro de 2022 para eleger os 349 membros que compõem o parlamento sueco, Riksdag. Segundo a constituição, as eleições regionais e locais serão realizadas no mesmo dia.

## Antecedentes
Após as eleições gerais de 2018, o Partido Social Democrata (SAP), liderado por Stefan Löfven, formou um governo de coligação com o Partido Verde (MP), enquanto o Partido do Centro (C), Partido da Esquerda (V) e os Liberais (L) abstiveram-se no voto de confiança a 19 de janeiro de 2019. Após esta votação, a Aliança, coligação que juntava o centro-direita sueco, foi dissolvida após a decisão dos liberais e centristas em apoiarem o governo social-democrata.
Löfven manteve-se no cargo durante o período da epidemia do COVID-19, mas viria-se a demitir em julho de 2021 após divergências com o V sobre a questão dos impostos. Magdalena Andersson, até então ministra das finanças, tornava-se a nova primeira-ministra sueca, tendo sido a primeira mulher a ocupar o cargo, formando um governo minoritário social-democrata com apoio parlamentar de verdes, centristas e esquerdistas.
O período da campanha foi marcado pelos temas da adesão do país à NATO, devido à invasão russa da Ucrânia, energia, economia e imigração.

## Partidos e candidatos
| Partido | Partido                  | Sigla | Líder                         | Ideologia partidária         | Espectro ideológico       |
| ------- | ------------------------ | ----- | ----------------------------- | ---------------------------- | ------------------------- |
|         | Partido Social-Democrata | SAP   | Magdalena Andersson           | Social-democracia            | Centro-esquerda           |
|         | Partido Moderado         | M     | Ulf Kristersson               | Conservadorismo liberal      | Centro-direita            |
|         | Democratas Suecos        | SD    | Jimmie Åkesson                | Conservadorismo nacionalista | Direita/Extrema-direita   |
|         | Partido do Centro        | C     | Annie Lööf                    | Liberalismo                  | Centro/Centro-direita     |
|         | Partido da Esquerda      | V     | Nooshi Dadgostar              | Socialismo                   | Esquerda/Extrema-esquerda |
|         | Democratas Cristãos      | KD    | Ebba Busch Thor               | Democracia cristã            | Centro-direita            |
|         | Liberais                 | L     | Jan Björklund                 | Liberalismo clássico         | Centro-direita            |
|         | Partido Verde            | MP    | Isabela Lövin Gustav Fridolin | Ecologismo                   | Centro-esquerda           |

## Resultados eleitorais
| Partido                     | Partido                     | Votos                                                | %                                                    | +/-                                                  | Deputados                                            | +/-                                                  |
| --------------------------- | --------------------------- | ---------------------------------------------------- | ---------------------------------------------------- | ---------------------------------------------------- | ---------------------------------------------------- | ---------------------------------------------------- |
|                             | Partido Social-Democrata    | 1 964 474                                            | 30,33 / 100,00                                       | 2.07                                                 | 107 / 349                                            | 7                                                    |
|                             | Democratas Suecos           | 1 330 325                                            | 20,54 / 100,00                                       | 3.01                                                 | 73 / 349                                             | 11                                                   |
|                             | Partido Moderado            | 1 237 428                                            | 19,10 / 100,00                                       | 0.74                                                 | 67 / 349                                             | 2                                                    |
|                             | Partido da Esquerda         | 437 050                                              | 6,75 / 100,00                                        | 1.86                                                 | 24 / 349                                             | 4                                                    |
|                             | Partido do Centro           | 434 945                                              | 6,71 / 100,00                                        | 1.29                                                 | 24 / 349                                             | 7                                                    |
|                             | Democratas Cristãos         | 345 712                                              | 5,34 / 100,00                                        | 0.98                                                 | 19 / 349                                             | 3                                                    |
|                             | Partido Verde               | 329 242                                              | 5,08 / 100,00                                        | 0.67                                                 | 18 / 349                                             | 2                                                    |
|                             | Liberais                    | 298 542                                              | 4,61 / 100,00                                        | 0.88                                                 | 16 / 349                                             | 4                                                    |
|                             | Demais candidatos           | 100 076                                              | 1,54 / 100,00                                        | 0                                                    | 0 / 349                                              | 0                                                    |
| Total de votos válidos      | Total de votos válidos      | 6 477 794                                            | 98,93 / 100,00                                       |                                                      |                                                      |                                                      |
| Votos brancos/nulos         | Votos brancos/nulos         | 69 831                                               | 1,07 / 100,00                                        |                                                      |                                                      |                                                      |
| Votos totais contabilizados | Votos totais contabilizados | 6 547 625                                            | 100,00 / 100,00                                      |                                                      |                                                      |                                                      |
| Eleitorado apto a votar     | Eleitorado apto a votar     | 7 775 390                                            | 84,20 / 100,00                                       |                                                      |                                                      |                                                      |
| Fonte                       | Fonte                       | Autoridade Eleitoral Sueca (100% dos votos apurados) | Autoridade Eleitoral Sueca (100% dos votos apurados) | Autoridade Eleitoral Sueca (100% dos votos apurados) | Autoridade Eleitoral Sueca (100% dos votos apurados) | Autoridade Eleitoral Sueca (100% dos votos apurados) |

## Blocos políticos formados
| Bloco | Bloco                        | Votos     | %              | +/-  | Deputados | +/- |
| ----- | ---------------------------- | --------- | -------------- | ---- | --------- | --- |
|       | Centro-direita (M-SD-KD-L)   | 3 080 889 | 49,63 / 100,00 | 0,45 | 175 / 349 | 1   |
|       | Centro-esquerda (SAP-C-V-MP) | 3 033 808 | 48,88 / 100,00 | 0,30 | 174 / 349 | 1   |